# Тепляковское муниципальное образование
Тепляковское сельское поселение — муниципальное образование в составе Базарно-Карабулакского района Саратовской области. Административный центр — село Тепляковка. На территории поселения находятся 5 населённых пунктов — 5 сёл.
Законом Саратовской области от 20 апреля 2018 года № 43−ЗСО Липовское и Тепляковское муниципальные образования преобразованы, путём их объединения, во вновь образованное муниципальное образование «Липовское муниципальное образование Базарно-Карабулакского муниципального района Саратовской области», наделённое статусом сельского поселения с административным центром в селе Липовка.

## Населённые пункты
- село Тепляковка — административный центр;
- село Арбузовка;
- село Березовка;
- село Малые Озёрки;
- село Толстовка.